# Istmul Carelia
Istmul Carelia este fâșia îngustă de pământ dintre Golful Finic și Lacul Ladoga în nord-vestul Rusiei. Orașele Vîborg și Priozersk sunt situate în nord-vestul istmului, iar în sud-est se află orașul Sankt Petersburg. După ce în timpul celui de-al Doilea Război Mondial frontul s-a mutat de-a latul istmului, în momentul de față regiunea face parte din regiunea Leningrad din Rusia. 

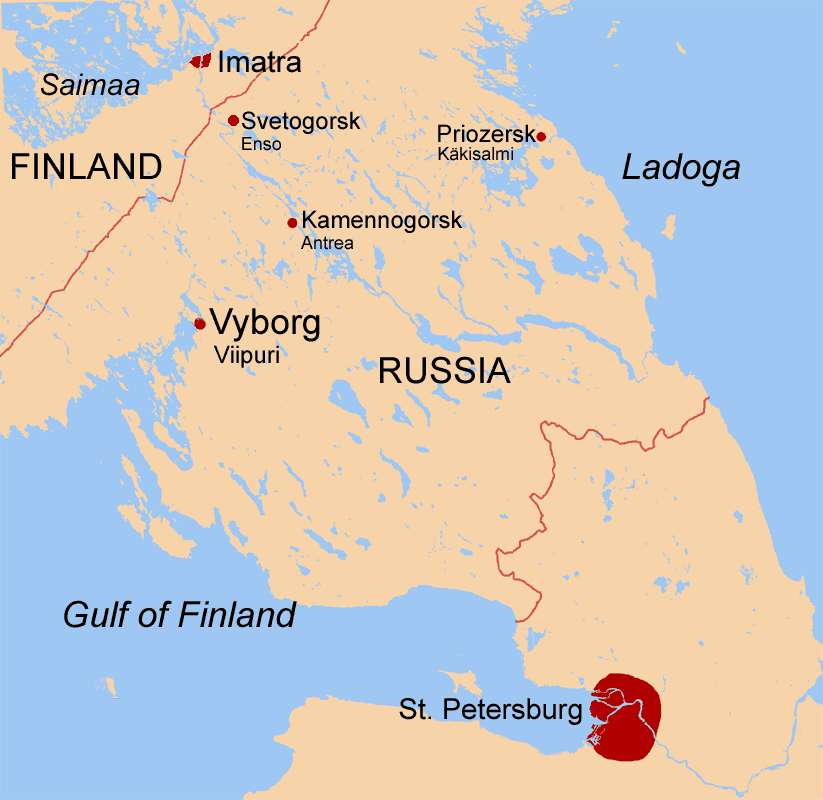
Harta istmului Carelia. În nord-vest se află graniţa actuală dintre Finlanda și Rusia, în timp ce granița de dinaintea Războiului de Iarnă se vede în partea de sud-est.

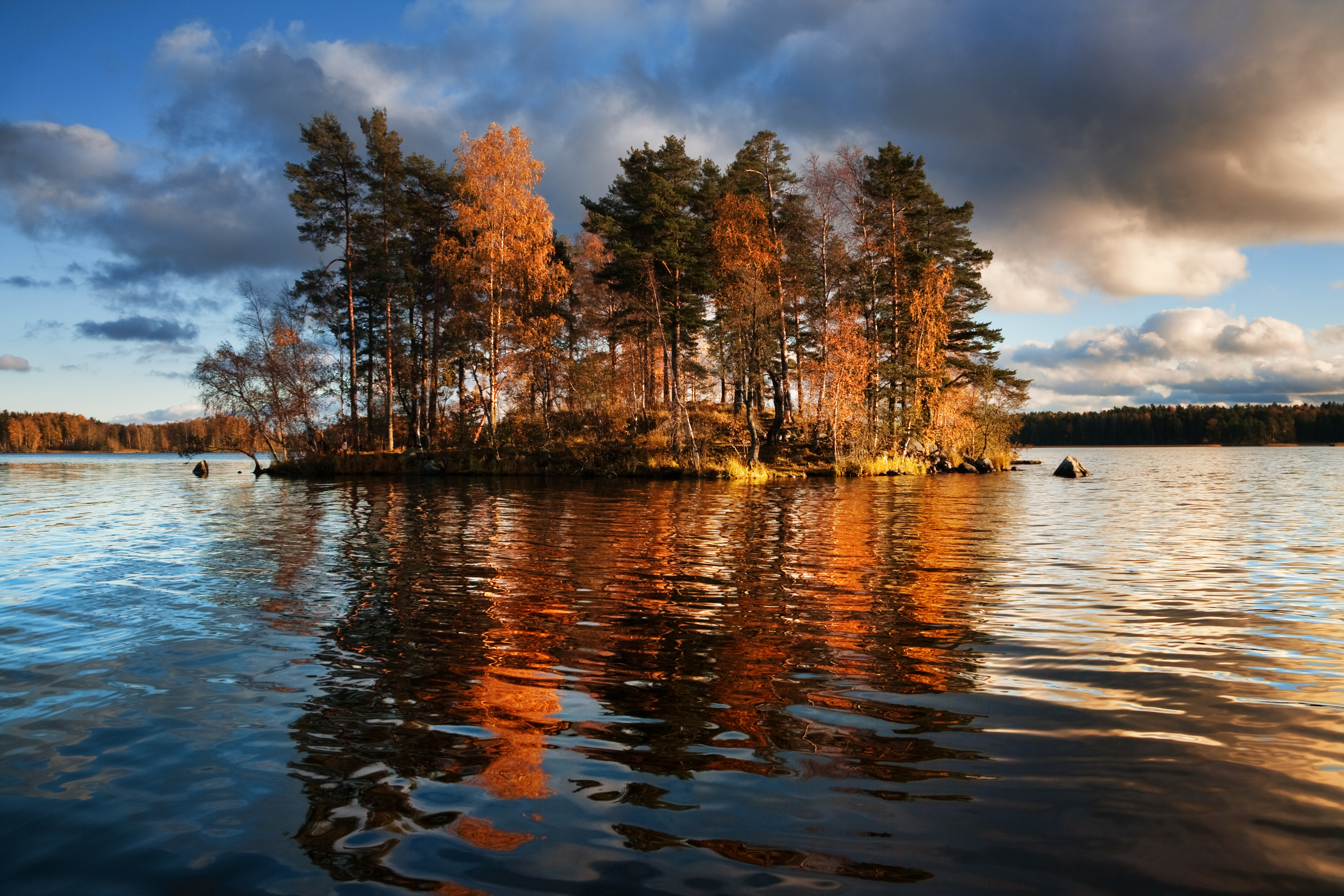
Vuoksa, cel mai mare lac al istmului.

## Istmul de-a lungul istoriei
În primul mileniu d.Hr. Istmul Carelia era cutreierat de poporul finlandez. 
În secolul al XI-lea Suedia și Novgorodul au intrat în competiție pentru dreptul de a ridica taxe în zonă. Suedia a avut câștig de cauză în zona Viipuri, iar Novgorodul în alte părți ale istmului. 
În timpul secolului al XVII-lea Suedia a cucerit tot istmul și, de asemenea, Ingria. În aceste vremuri numeroși carelieni au fugit în Carelia Tverului. 
Între 1721 – 1812 istmul a fost parte a Imperiului Rus, după victoria rușilor în marele război nordic, care a început cu cucerirea Ingriei, zonă în care a fost construită noua capitală imperială Sankt Petersburg în 1703, în locul fostului oraș suedez Nyenskans. Mai apoi, în 1812, jumătatea nord-vestică a fost transferată, ca parte a Finlandei Vechi, semiautonomului Marelui Ducat al Finlandei, creat în 1809 și aflat în uniune personală cu Rusia. 
Datorită solului mănos, apelor bogate în pește și apropierii de Sankt Petersburg, istmul Carelia a devenit cea mai bogată regiune a Finlandei după declanșarea revoluției industriale din secolul al XIX-lea. Istmul a rămas în cadrul Finlandei și după proclamarea independenței. 
În noiembrie 1939 Uniunea Sovietică a atacat Finlanda declanșând astfel Războiul de Iarnă. Forțele sovietice au reușit să străpungă foarte bine apărata linie Mannerheim la începutul anului 1940. Întregul istm Carelia a devenit parte a URSS-ului, conform prevederilor Tratatului de pace de la Moscova. 
În 1941 a izbucnit al doilea război mondial, și Germania nazistă a invadat Uniunea Sovietică („Operațiunea Barbarossa”). În același timp s-a deschis frontul Războiului de Continuare, un nou război fino-sovietic (considerat de istoricii ruși doar un front secundar al celui de-al doilea război mondial). La început Finlanda, sprijinită de Germania, a recucerit teritoriul pierdut și a atins granițele antebelice fino-sovietice. Rușii consideră că această acțiune a contribuit în mod indirect la asediul Leningradului. 
La 9 iunie 1944 Armata Roșie a atacat în forță și a împins frontul din fața Leningradului până dincolo de Vîborg în numai 10 zile. În bătălia de la Tali-Ihantala, 25 iunie–9 iulie, finlandezii au oprit ofensiva sovietică pe râul Vuoksi, în cel mai nordic punct al istmului, la numai 40 de kilometri de granița din 1940, care a fost în cele din urmă recunoscută prin Tratatul de pace de la Paris din 1947. De atunci istmul a făcut parte neîncetat din regiunea Leningrad a Rusiei și a fost populat cu ruși, iar cele mai multe nume finlandeze au fost înlocuite cu nume rusești.